# Sinicyzm
Sinicyzm – słowo zapożyczone do polskiego (lub innych języków) z języków chińskich, najczęściej za pośrednictwem innych języków europejskich, jak np. angielski, francuski czy rosyjski, a także przez japoński i malajski. Typowymi sinicyzmami są nazwy geograficzne, tj. Pekin, Kanton czy Jangcy.

## Przykładowe sinicyzmy
(w nawiasach język, przez który słowo zostało zapożyczone do polskiego, chińskie znaki uproszczone)
- hunhuz lub chunchuz (ros.) – bandyta, zbój; od „hóng huzi” (红胡子), czyli „czerwonobrody”. Tak w XIX i XX w. nazywano zbójów na pograniczu rosyjsko-chińskim. Do polskiego trafiło dzięki m.in. polonii w Harbinie.
- czaj (ros.) – oznaczające herbatę rosyjskie słowo „czaj” bywa używane w polskim jako rusycyzm. W mandaryńskim „chá yè” (茶叶) oznacza liście krzewu herbacianego.
- dżonka (ang.) – rodzaj łodzi żaglowej używanej niegdyś powszechnie w południowych Chinach.
- herbata (łac. + ang.) – angielskie „tea”, francuskie „tee” itd. mają źródłosłów w języku minnańskim (茶, tê). W polskim dołączono do niego łacińskie słowo „herba” oznaczające zioło. Herbata zatem oznacza dosł. „zioło «ta»”
- hunwejbin (ros.) – w mandaryńskim „hóng wèibīng” (红卫兵), czyli „Czerwona Gwardia”, albo „czerwonogwardzista”. Czerwona gwardia to komunistyczna organizacja młodzieżowa z czasów rewolucji kulturalnej (1966-1976) w Chinach.
- Japonia (port./ang.) – angielskie słowo Japan wywodzi się pośrednio od chińskiej nazwy 日本 (pinyin: Rìběn, wym. ży-pen), oznaczającej dosłownie Korzeń słońca, czyli miejsce, gdzie wstaje słońce, bo Wyspy Japońskie położone są na wschód od Chin. Japońska nazwa to Nihon (にほん) lub Nippon (にっぽん). Słowo oryginalnie wywodzi się zapewne z kantońskiego Jat6-bun2. Dzięki kontaktom handlowym z południem Chin trafiło ono do malajskiego (japang), a następnie do portugalskiego (Japão).
- kaolin (franc.) – biała glinka używana m.in. do wyrobu porcelany, od wzgórza Gāolíng (高陵) w Chinach.
- keczup (ang. ketchup, dawniej: catsup) – od fujiańskiego „kôechiap” (kê-tsiap), co oznacza „solankę z marynowanych ryb”. To słowo również trafiło do angielskiego przez malajski.
- kulis (ang.) – od „kǔlì”, co w mandaryńskim oznacza „ciężką pracę” (苦力); pierwotnie źródłosłów jest jednak indyjski, od słowa kull oznaczającego w hindi ciężką pracę. Podobnie jak Bund, zapożyczenie to trafiło do Chin z Indii razem z angielskimi kolonistami.
- sampan (ang.) – rodzaj płaskodennej łodzi używanej na południu Chin, z kantońskiego „saam ban” (三板), co oznacza „trzy deski”.
- liczi – rodzaj owocu rosnącego na południu Chin, w mandaryńskim: „lìzhī” (荔枝).
- soja – od kantońskiego „shî yau” (豉油), co oznacza sos sojowy.
- tajfun (ang.) – w putonghua „táifēng” (台风), w kantońskim – „toifung”. Oznacza „wiatr z Tajwanu”.
- tofu (jap.) – po japońsku „tofu”, w mandaryńskim „dòufu” (豆腐), czyli ser sojowy.
- żeńszeń (ros) w mandaryńskim „rénshēn” (人参), „ren” to człowiek, „shen” jest nazwą własną rośliny, a całość znaczy: „[roślina] shen [w kształcie] człowieka” (od przypominającego ludzką sylwetkę kształtu korzenia).
- taichi – od chińskiej nazwy „Tàijí quán” (太极拳).